# Route nationale 178bis
La route nationale 178BIS ou RN 178BIS était une route nationale française reliant Laval à Regéserie.
À la suite de la réforme de 1972, le tronçon Laval - Pouancé a été repris par la RN 171 (RD 771 depuis 2006). et le tronçon Pouancé - Regéserie a été déclassé en RD 878.

## Ancien tracé de Laval à Regéserie

### Ancien tracé de Laval à Pouancé (D 771)
- Laval (km 0)
- Cossé-le-Vivien (km 19)
- Craon (km 31)
- Saint-Martin-du-Limet (km 38)
- Renazé (km 42)
- Pouancé (km 53)

### Ancien tracé de Pouancé à Regéserie (D 878)
- La Prévière (km 56)
- Juigné-des-Moutiers (km 60)
- La Chapelle-Glain (km 67)
- Saint-Mars-la-Jaille (km 78)
- Regéserie, commune de Pouillé-les-Côteaux (km 85)